# Карпівський сад
Карпівський сад — парк в Харкові, між районами Карпівка та Новоселівка, на перехресті вулиць Великої Гончарівської та Семінарської.

## Історія
1867 року сад, який належав купцю Карпову, був проданий місту і з часом став одним з найулюбленіших місць відпочинку жителів міста. Місто також придбало два джерела, які мали велике значення для водопостачання міста. Так, з одного джерела щоденно отримували близько 40 тисяч відер води, тоді як добова потреба міста становила 100 тисяч.
1878 року, коли розпочалось будівництво водогону, на Карповських джерелах збудували помпову станцію з двома паровими машинами.
Після встановлення радянської влади отримав назву Парк культури й відпочинку медичних працівників, пізніше — парк-стадіон заводу «Світло шахтаря».
1962 року в парку встановили пам'ятник Леніну, який було усунуто через півстоліття під час декомунізації.
На території парку міститься стадіон «Буревісник», тенісні корти й спортивний зал.

## Цікаві факти
- Карпівський сад бачить кожен, хто приїжджає в Харків залізницею з південно-західного напрямку (з Києва, Криму, Одеси тощо): відомий паротяг, повз якого потяги, зменшуючи швидкість, проїжджають перед тим, як потрапити на вокзал, знаходиться саме в Карпівському саду.
- Згідно з опитуваннями[якими?], Карпівський сад є одним з найромантичніших місць в Харкові.
- Співачка Клавдія Шульженко у своєму романсі «Снился мне сад», який був дуже популярним в Харкові в 1920-ті роки, оспівує саме Карпівський сад[5][6].

## Галерея

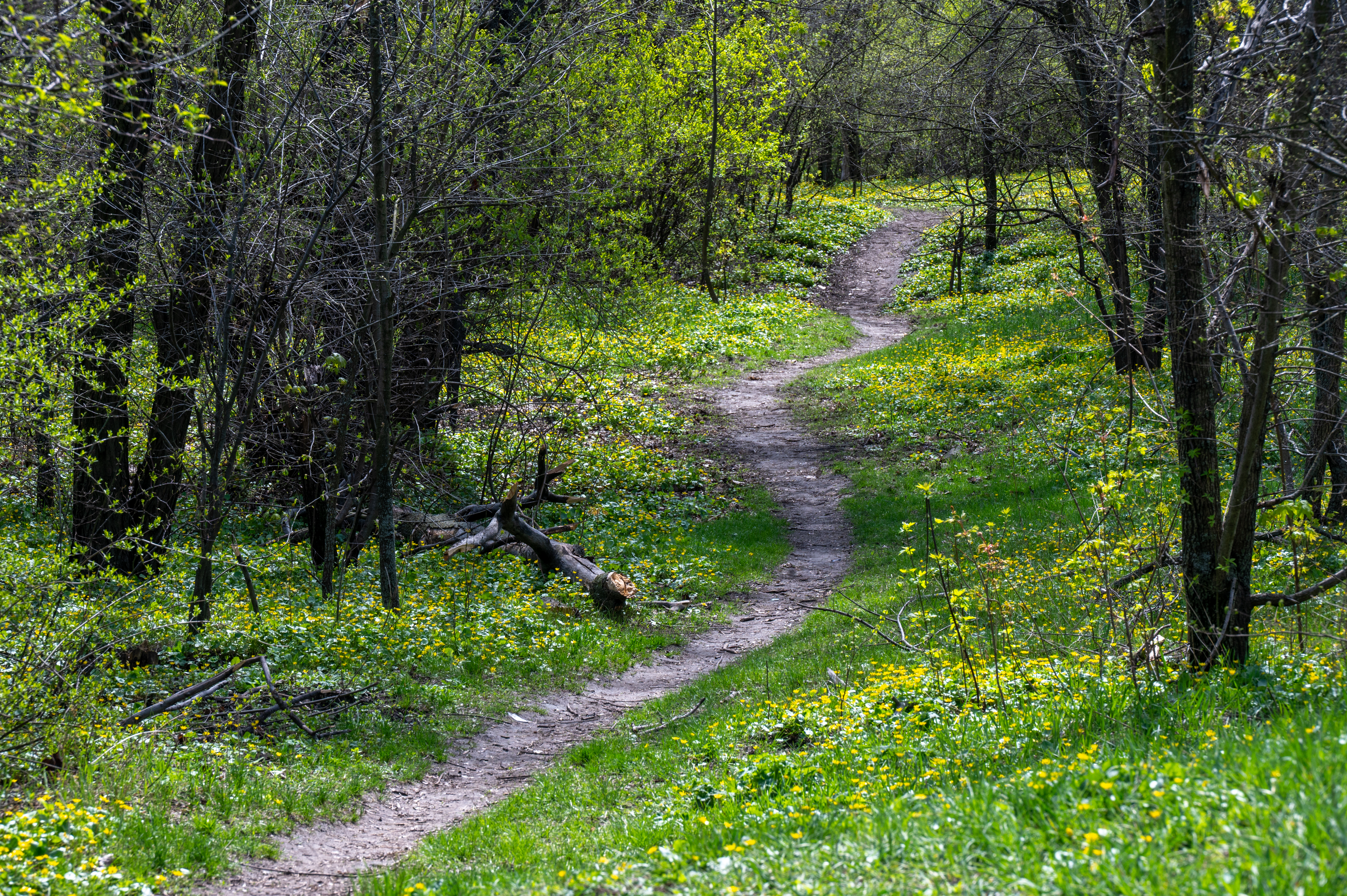
Весна у саду
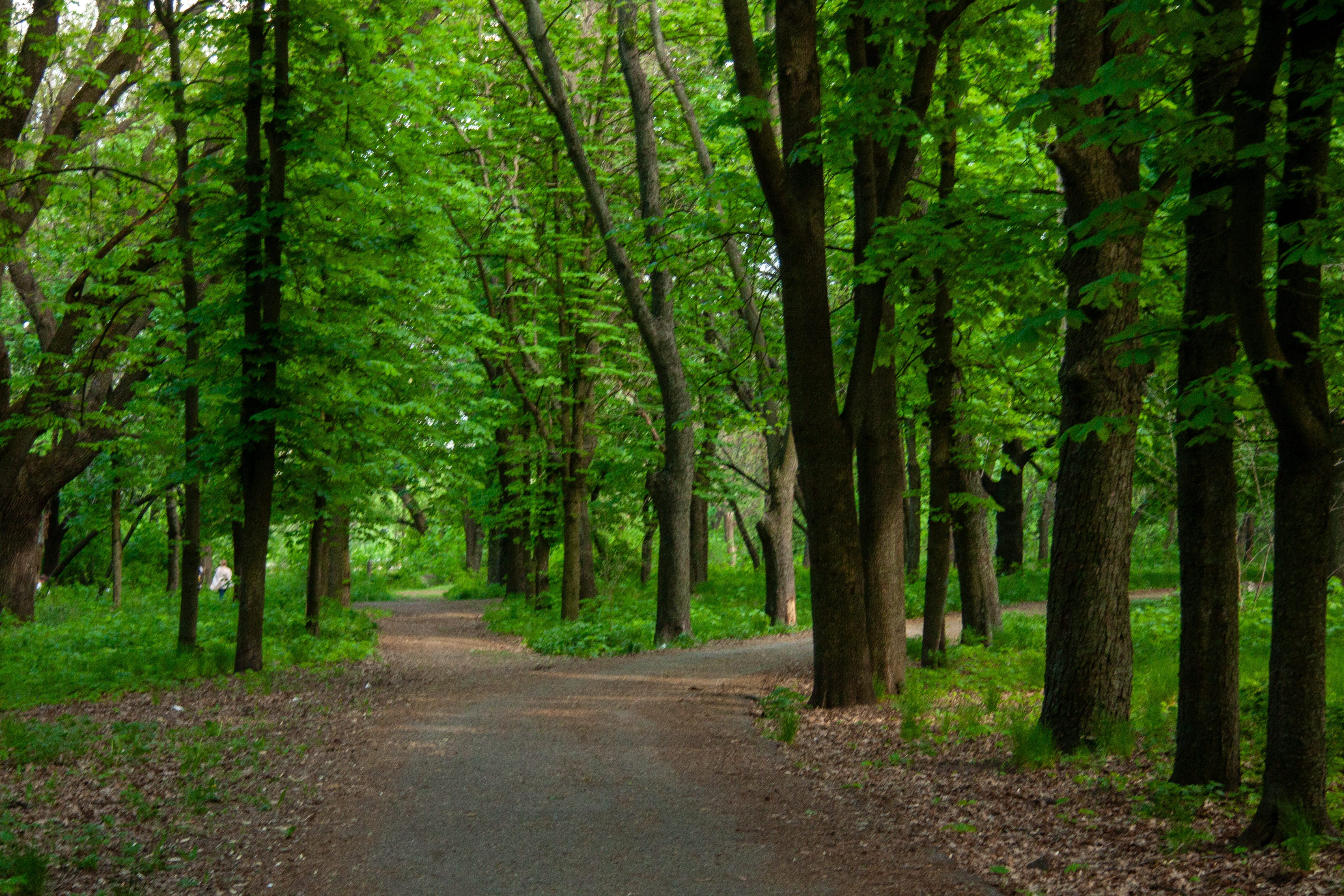
Алеї саду
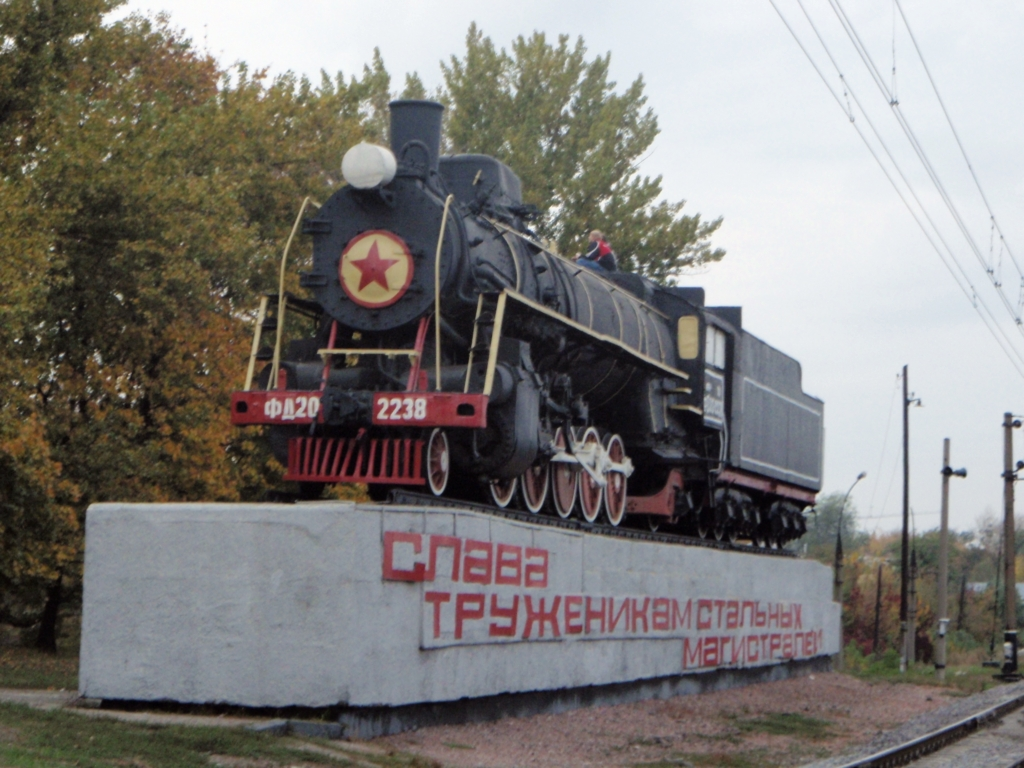
Пам'ятник паротягу
Пам'ятник Леніну (демонтований)